# آلیک موسایف
آلیک موسایف (به اوکراینی: Алік Музаєв؛ زادهٔ ۲۰ ژوئیهٔ ۱۹۷۸) کشتی‌گیر بازنشستهٔ اهل اوکراین است که در دسته‌های ۷۶ و ۸۴ کیلوگرم کشتی آزاد فعالیت می‌کرد. او نایب‌قهرمان مسابقات قهرمانی کشتی اروپا در ۱۹۹۹ بود که به عنوان ملی‌پوش دستهٔ ۷۶ کیلوگرم اوکراین در المپیک ۲۰۰۰ سیدنی نیز رقابت کرد و به مقام ششم رسید.